# Tacamoros
Tacamoros ist eine Parroquia rural („ländliches Kirchspiel“) im Kanton Sozoranga der ecuadorianischen Provinz Loja. Die Parroquia besitzt eine Fläche von 75,99 km². Die Einwohnerzahl lag im Jahr 2010 bei 2801.

## Lage
Die Parroquia Tacamoros liegt in den Ausläufern der westlichen Anden im Süden von Ecuador an der Grenze zu Peru. Das Gebiet liegt in Höhen zwischen 700 m und 2560 m. Der Río Macará (Río Calvas) fließt entlang der südlichen Verwaltungsgrenze nach Westen und entwässert dabei den Südteil der Parroquia. Der Norden der Parroquia wird über den Río Sabiango entwässert. Der etwa 2000 m hoch gelegene Hauptort befindet sich etwa 12 km ostsüdöstlich des Kantonshauptortes Sozoranga.
Die Parroquia Tacamoros grenzt im Süden an Peru, im Westen und im Nordwesten an die Parroquias La Victoria und Sabiango (beide im Kanton Macará), im Norden an die Parroquia Sozoranga sowie im Osten an die Parroquia Utuana (Kanton Calvas).

## Orte und Siedlungen
In der Parroquia gibt es folgende Barrios: Matala, Cosalamí, Chaguarpamba, Sambi, Gualtaco, Ceibal, Cardos und Mosuco.

## Geschichte
Die Parroquia Tacamoros wurde am 17. Oktober 1946 gegründet.